# 타이드 (브랜드)

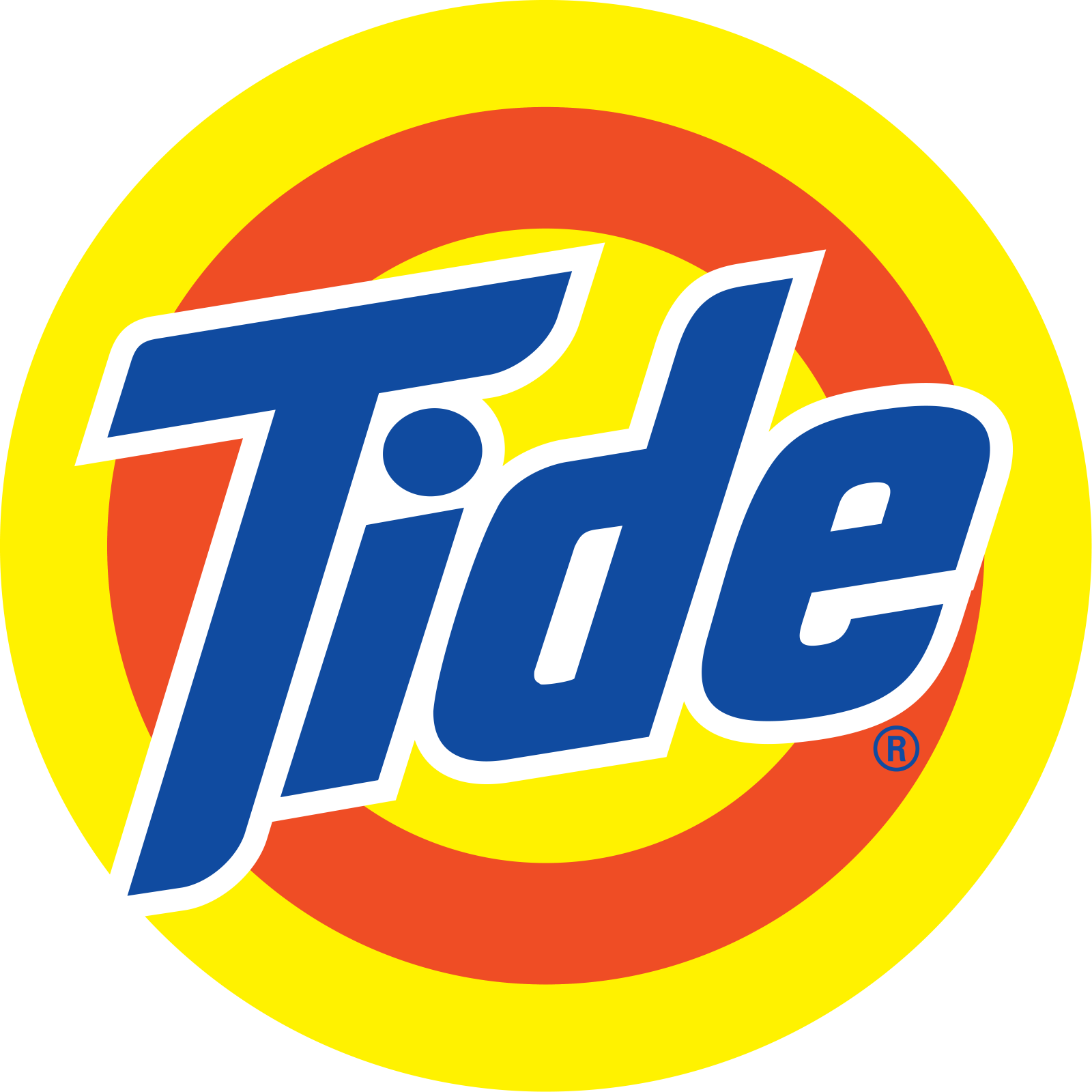

타이드(Tide)는 프록터 앤드 갬블이 제조 및 판매하는 미국 브랜드의 세탁 세제이다. 1946년에 출시된 이 세제 브랜드는 전 세계 시장의 약 14.3%를 점유하며 세계에서 가장 많이 팔리는 세제 브랜드이다.

## 배경
빨래를 하는 집안일은 1880년대에 세제가 도입되면서 바뀌기 시작했다. 이번에 새로 나온 세탁제품은 분쇄비누였다. 1890년대 N. K. 페어뱅크 컴퍼니의 골드 더스트 세척제(제형에 획기적인 수소화 공정을 사용함) 출시와 허드슨의 대대적으로 광고된 제품인 린소(Rinso)와 같은 새로운 세척 제품 마케팅 성공은 더 나은 제품을 위한 준비된 시장이 있음을 입증했다.프록터 앤드 갬블의 1933년 완전 합성 제품인 드레프트(Dreft, 유아복용으로 판매됨)는 모두 세탁 청소 제품 시장에서 상당한 발전을 보여주었다.
세제 사업은 알킬벤젠 설포네이트의 발견으로 더욱 혁명을 일으켰으며, 이는 화학적 "빌더"의 사용과 결합되어 경수를 이용한 기계 세척을 가능하게 했다. 이는 프로터 앤드 갬블에게 타이드와 같은 제품을 만들 수 있는 기회를 제공했다.